# Non ho l’età
Non ho l'età [non ɔ leˈta] (pełny tytuł: Non ho l'età (per amarti)) – singel włoskiej wokalistki Giglioli Cinquetti, z którym w 1964 roku wygrała Festiwal Piosenki Włoskiej w San Remo i 9. Konkurs Piosenki Eurowizji. Utwór znalazł się na debiutanckiej płycie artystki pod tym samym tytułem.

## Historia
Piosenkę skomponowała trójka muzyków: Mario Panzeri, Nisa i Gene Colonnello, a wykonała ją Gigliola Cinquetti. Premiera utworu odbyła się podczas finału Festiwalu Piosenki Włoskiej w San Remo, w którym wokalistka zaprezentowała ją razem z belgijską piosenkarką Patricią Carli, która zaśpiewała jego francuskojęzyczną wersję pt. „Je suis à toi”. Propozycja zajęła pierwsze miejsce. Udział Carli w Festiwalu Piosenki Włoskiej był spowodowany faktem, iż w roku 1964 został on otwarty dla cudzoziemców. Powodem takiego działania organizatorów było wymuszenie rywalizacji pomiędzy rodzimymi a zagranicznymi wykonawcami, a także popularyzacja piosenki włoskiej za granicą i wejście jej oraz włoskich artystów na zagraniczne listy przebojów.
21 marca tego samego roku utwór został zaprezentowany w finale 9. Konkursu Piosenki Eurowizji w Kopenhadze, podczas którego zajął pierwsze miejsce. Po tym sukcesie Gigliola Cinquetti nagrała swój przebój w kilku wersjach językowych: po niemiecku („Luna nel blu”), hiszpańsku („No tengo edad”) i po japońsku („Yumemiru omoi”). „Non ho l'età” została następnie nagrana przez innych wykonawców, między innymi po angielsku jako „This Is My Prayer”. Polskojęzyczną wersję utworu pt. „Nie wolno mi...” nagrała Wiesława Drojecka.
W kwietniu 1964 roku utwór znalazł się na pierwszym miejscu wolskiej listy przebojów Hit Parade Italia, natomiast wersja Carli trafiła na szczyt francuskiej listy.
Od singla „Non ho l'età” rozpoczął się w piosence europejskiej tzw. „włoski boom”. Na całym świecie sprzedano ponad 20 milionów egzemplarzy tego utworu.